# Hamadi Ghawar
Hamadi Ghawar (arabe : حمادي غوار), mort le 20 juillet 2021, est un acteur et metteur en scène de théâtre tunisien.

## Biographie
Hamadi Ghawar meurt le 20 juillet 2021 des suites du Covid-19.

## Télévision
- 1993-2002 : Caméra cachée
- 1997 : El Khottab Al Bab (invité d'honneur de l'épisode 15 de la saison 2) de Slaheddine Essid, Ali Louati et Moncef Baldi : un expert en archéologie
- 2015 : Nsibti Laaziza (invité d'honneur de l'épisode 9 de la saison 5) de Slaheddine Essid et Younes Ferhi : Dr Hassib Rek
- 2018 :
  - Chouerreb de Madih Belaïd et Rabii Tekali
  - El-Markez 52 (invité d'honneur de l'épisode 1) : professeur de psychologie
  - Eli Lik Lik de Kaïs Chekir
- 2020 : Caméra Ghawar